# Князь
Князь — глава феодального монархического государства (княжества) или отдельного политического образования (удельный князь) в IX—XVIII веках у славян и некоторых других народов; представитель феодальной аристократии; позднее — высший дворянский титул, в зависимости от важности приравниваемый к принцу или к герцогу в Западной и Южной Европе, в Центральной Европе (бывшей Священной Римской империи) этот титул именуется фюрст, а в Северной — конунг.
Под русским князем понимается князь Руси — Киевской Руси или какого-либо из русских княжеств. 
Термин «князь» используется для передачи западноевропейских титулов, восходящих к princeps и Fürst, также иногда dux (обычно герцог).
Великий князь/Великая княжна — в Российской империи дворянский титул членов Российской императорской фамилии, с 1886 года относился только к сыновьям (дочерям) и внукам по мужской линии (но не внучкам) российских императоров.
(Великая) княгиня — жена (великого) князя, а также собственно титул женского лица дворянского сословия; княжич — сын князя (только у славян), княжна — дочь князя.

## Этимология
Слово «князь» (праславянское *kъnędzь) — древнее общеславянское заимствование и восходит к древнегерманскому корню *kun-ing- (-ꙃь по третьей (прогрессивной) палатализации, -g- сохранялось в образованиях вроде кнѧгꙑн҄и), этого же происхождения германские слова König, king 'король', скандинавское «конунг» — термин для обозначения старейшины рода.
Противоположная точка зрения, предложенная Ш. Ондрушем в 1977 году, об обратном направлении заимствования (из предполагаемого слав. *kun-ingo- 'торчащий, выдающийся', от kъnъ, как в польск. устар. kien 'пень, колода', словинс. kno 'рукоять весла' в германские языки) в науке признания не получила.
В некоторых славянских языках у этого корня есть дополнительные значения, разграничившиеся формально: в болгарском языке «кнез» — старейшина ('князь' — княз), в чешском, словацком и польском knez, ksiąz — 'священник', ср. ксёндз (для значения 'князь' в этих языках используется слово с первоначальным значением 'сын князя', 'княжич'), в верхне- и нижнелужицком языках knjez — вежливое обращение к мужчине, knjeni — к замужной женщине, а knježna — к незамужней. В русинском языке слово «князь» исторически обозначало сельского старосту.
- Белорусский: князь, княгіня, князёўна.
- Русский: князь, княгиня, княжна, княжич
- Украинский: князь, княгиня, князівна.
- Чешский: kněz, kněžka 'священник, попадья'; kníže, kněžna 'князь, княгиня'
- Польский: ksiądz 'ксёндз'; książę 'князь'.
- Словацкий: kňaz, kňažka 'священник, попадья'; knieža, kňažná 'князь, княгиня'
- Сербо-лужицкие языки: knjez.
- Сербский: кнез, кнегиња, књаз, књегиња
- Словенский: knez, kneginja.
- Болгарский: княз, княгиня.
- Хорватский: knez, kneginja.

Заимствования в неславянские языки:
- Румынский: cneaz (из славянского языка)
- Венгерский: kenéz (из славянского языка)
- Чувашский: кĕнеç (из славянского языка)
- Осетинский: князь (из славянского языка)
- Татарский: кенәз (из славянского языка)
- Саамский: gonagas или konagas (видимо, заимствовано из скандинавских языков)
- Литовский: kunigas 'священник' (возможно, непосредственно из германских, тогда значение под польским влиянием); kunigaikštis 'князь', kunigaikštienė 'княгиня', kunigaikštytė 'княжна'
- Латышский: kungs 'господин' (то же)

## У славян
Первоначально князь был племенным вождём, возглавлявшим органы военной демократии. Древнейшее качество князя как старейшины рода отложилось в русской свадебной лексике, где новобрачные (условные основатели рода) именуются «князем» и «княгиней». Затем князь постепенно превратился в главу раннефеодального государства.
Функции князя:
- Военная — организация нападения и защиты племени. В древнерусском обществе высоко ценилась военная храбрость князя.
- Судебная — князь лично председательствовал на гласном суде (княжеский суд), а также взимал судебные штрафы (виры)
- Религиозная — в языческое время князья являлись инициаторами и организаторами жертвоприношений[9], что связано с развитием у слова «князь» значения «священник» в чешском и польском (ср. ксёндз).

Княжеская власть, сначала чаще всего выборная, постепенно становится наследственной (Рюриковичи на Руси, Гедиминовичи и Ягеллоны в Великом княжестве Литовском, Пясты в Польше, Пржемысловичи (?) в Чехии и т. д.).
Князья, являвшиеся главами крупных феодальных государственных образований на Руси и в Литве, назывались великими князьями (в некоторых странах, например, в Хорватии (с 925), Польше (с 1025), Чехии (c 1198), Сербии (с 1217), Галицко-Волынском княжестве (с 1254), князья — главы феодальных монархий — приняли титул королей).
С образованием централизованного государства удельные князья постепенно переходили в состав великокняжеского (с 1547 — царского) двора в Московском княжестве (царстве) и королевского двора в Польско-Литовском государстве.

В России до XVIII века звание князя было только родовым. С начала XVIII века титул князя стал также жаловаться царём высшим сановникам за особые заслуги (первый пожалованный князь — А. Д. Меншиков).
При этом существовали следующие разновидности титула:
- великий князь — сын, брат, внук, а в 1797—1886 также правнук и праправнук императора в мужском поколении. Титулование «Ваше Императорское высочество»[10].
- князь императорской крови — правнук и праправнук императора (до 1797 и после 1886), обладал правом на титул «Ваше высочество»[11]
- светлейший князь — титул жаловался по воле императора, его также носили младшие сыновья правнуков императора и их потомки по мужской линии. Титулование «Ваша светлость»[12];
- сиятельный князь — «природный» князь, имевший право на титул как потомок удельных или великих князей. Титулование «Ваше сиятельство», в гербе — княжеская шапка с горностаевым околышем над бархатной с горностаями сенью[13].

Княжеский титул (вместе с другими дворянскими) отменён декретом ВЦИК «Об уничтожении сословий и гражданских чинов» от 10 ноября 1917.
Князь (knez) был монархическим титулом, который использовали средневековые правители княжеств Паннонской Хорватии и княжеств Приморской Хорватии с 7 по 10 век, которые в основном носили титул дукс и редко как принцепс.
В Сербии с 1817 по 1882, на Самосе с 1832 по 1912, в Черногории с 1852 по 1910, в Болгарии с 1878 по 1908, в Албании с 1914 по 1925 и в Пинде с 1941 по 1944 — титул главы государства. После преобразования Болгарского княжества Фердинандом I в царство титул князя носили потомки правящего царя Болгарии. В настоящее время титулом князя пользуются дети последнего царя Болгарии Симеона II — Кардам, князь Тырновский (ум. 2015), Кирилл, князь Преславский, Кубрат, князь Панагюрский, Константин-Асен, князь Видинский и княжна Калина Болгарская, а также его внуки.
Также в ряде случаев в русском языке титулом «князь» заменяют некоторые специфические титулы, которые примерно равны с княжеским (жупан (правители балканских славян), господарь (правители Молдавии и Валахии), домнитор (правители Соединённых княжеств Молдавии и Валахии), тавади (феодальные князья в Грузии), мтавар (правители Абхазского, Гурийского, Мегрельского и Сванского княжеств/самтавро) и т. д.).

## У средневековых монголов
Князьями у монголов назывались все потомки владетельного дома Чингизидов. В иерархии правительственных и должностных лиц у средневековых монголов, по свидетельству дошедших до нас ярлыков, первыми после ханов были князья.
В ярлыке, данным ханом Узбеком митрополиту Петру, князья имели следующие степени и придаточные наименования:
- Князья великие, средние и нижние, которые позже получили наименование: Бэйлы (кит. трад. 貝勒, упр. 贝勒, пиньинь  bèilè , палл. бэйлэ), Бэйзы (кит. трад. 貝子, упр. 贝子, пиньинь bèizǐ, палл. бэйцзы) и Гуны (кит. трад. 公, пиньинь gōng).
- Князья наши удельные — монгольские аймаки делились на многие уделы, управляемый каждый особым князем.
- Польские князья: высокие и низкие — по варианту Ростовской летописи, полочных, которые в ярлыках Атюляка и Бердибека названы ратными князьями, а в ярлыке Менгу-Тимура полководным князьями.

В ярлыках хана Атюляка митрополиту Михаилу князья разделены на:
- Князей Ордынских — которые жили при дворе Государево в Орде и были ближайшими соучастниками правления, советниками и помощниками хана. Данное подтверждает Никоновская летопись говоря о суде между Муромскими князьями (1354).
- Князей Улусных — владельцы отдельных улусов или областей, состоящих в зависимости от хана.
- Князей ратных.
- Там же упоминаются волостные дороги и князья — это означает, что князья могли занимать должность и дорог. Данное подтверждают и русские летописи: пришедши им (русским князьям) в Орду взять их к себе в улус дорога Московский князь Минбулат[18].

В ярлыках хана Менгу-Тимура упоминаются:
- Князья людские баскаки — это подтверждают и русские летописи: в Курском княжении был баскаком князь Ахмат, Темирев сын (1284).
- Князья полководные.

В ярлыках хана Бердибека митрополиту Алексею говорится об улусных и ратных князьях и князьях волостных дорогах
В ярлыке ханши Тайдулы, данной также митрополиту Алексею, встречаются тёмные и тысячные князья (начальники над 10.000 войск), а также князья городане (городские) дороги.
Все эти свидетельства летописей и ярлыков указывают, что княжеское достоинство у монголов было родовое, что представители разных родов, могли занимать разные высшие должности, и что все монгольские княжеские рода были у хана первым служебным сословием.

## Западноевропейские титулы
Термин «князь» используется для передачи романских титулов, восходящих к лат. princeps (ср. принцепс) — prince, principe и т. д. Для членов королевских домов, имеющих право на престол, princeps обычно переводится как принц, принц крови.
В средневековой Германии князь (нем. Fürst) — представитель высшей имперской аристократии, обладавший особыми привилегиями, титул этот носили также представители высшего духовенства («князья Церкви», имевшие и политические права в Империи). Наряду с титулом Fürst существовал и титул Prinz.
В современной Европе имеются независимые княжества Андорра, Монако и Лихтенштейн. Титул князя-епископа имеет и папа римский. Также титул князя имеет магистр Мальтийского ордена.
Ср. также:
- Фюрст (Fürst)
  - Гроссфюрст (Großfürst)
  - Кирхенфюрст (Kirchenfürst)
  - Курфюрст (Kurfürst)
  - Ландесфюрст (Landesfürst)
  - Рейхсфюрст (Reichsfürst)
  - Фюрстпримас (Fürstprimas)
- Архонт (ἄρχων)

## Списки князей по странам
- Список княжеских родов Грузии
- Список княжеских родов Польши
- Список княжеских родов России
- Список татарских княжеских родов России